# Teinobasis carolinensis
Teinobasis carolinensis – gatunek ważki z rodziny łątkowatych (Coenagrionidae).